# Шейнман, Арон Львович
Аро́н Льво́вич Ше́йнман (5 января 1886, Сувалки — 22 мая 1944, Лондон) — советский государственный деятель, председатель правления Госбанка СССР. Невозвращенец.

## Биография
Из купеческого сословия. Родился в Сувалках, был 13 ребенком в семье. Отец был владельцем банковской конторы. Учился в Сувалкской гимназии, был исключен из нее. Окончил Коммерческое училище, получив звание счетовода. В 1903 году вступил в РСДРП. Был в ссылке, но бежал из неё. Вёл революционную работу в Воронеже, Киеве и Луганске. После Февральской революции избран председателем городского Совета Хельсинки. 
В конце 1917 года избран в Всероссийское Учредительное собрание по избирательному округу Северного фронта по списку № 5 (большевики). После заключения Брестского мира был назначен председателем комиссии по ликвидации советских организаций в Финляндии. Был назначен заместителем наркомом финансов, контролировал Северную область.
С июля 1918 года — финансовый атташе советского правительства в Стокгольме. Занимался коммерческими переводами в Советскую Россию и из неё. Для этого вместе с Улафом Ашбергом, шведским банкиром, симпатизировавшим социалистам, создал банк. В январе 1919 года выслан из Швеции вместе с Вацлавом Воровским, Максимом Литвиновым, Михаилом Бородиным и другими большевиками. Член ВЦИК 5-го созыва. В 1920-1921 годах — полномочный представитель[уточнить] РСФСР в Грузии. 
Был назначен членом коллегии Наркомата продовольствия РСФСР, а спустя год — заместителем наркома торговли и промышленности. В июне 1920 года утверждён членом коллегии Наркомата внешней торговли.
Входил в состав советской делегации во время переговоров с Францией и Германией о долгах и кредитах.

### Председатель Госбанка
4 октября 1921 года на заседании СНК был принят Декрет об учреждении Государственного банка РСФСР, 7 октября 1921 года этот декрет утвердила IV сессия ВЦИК. Спустя шесть дней А. Л. Шейнман был назначен председателем Правления Госбанка РСФСР (с июля 1923 года — Госбанка СССР). В 1923 был назначен наркомом внутренней торговли. В 1922 году Госбанк по инициативе Шейнмана выпустил новые банковские билеты — червонцы. В ноябре 1925 года, после объединения Наркомата торговли СССР и Наркомата внешней торговли СССР, Шейнман стал заместителем наркома внешней и внутренней торговли СССР. Через два месяца вернулся на пост председателя Госбанка СССР.

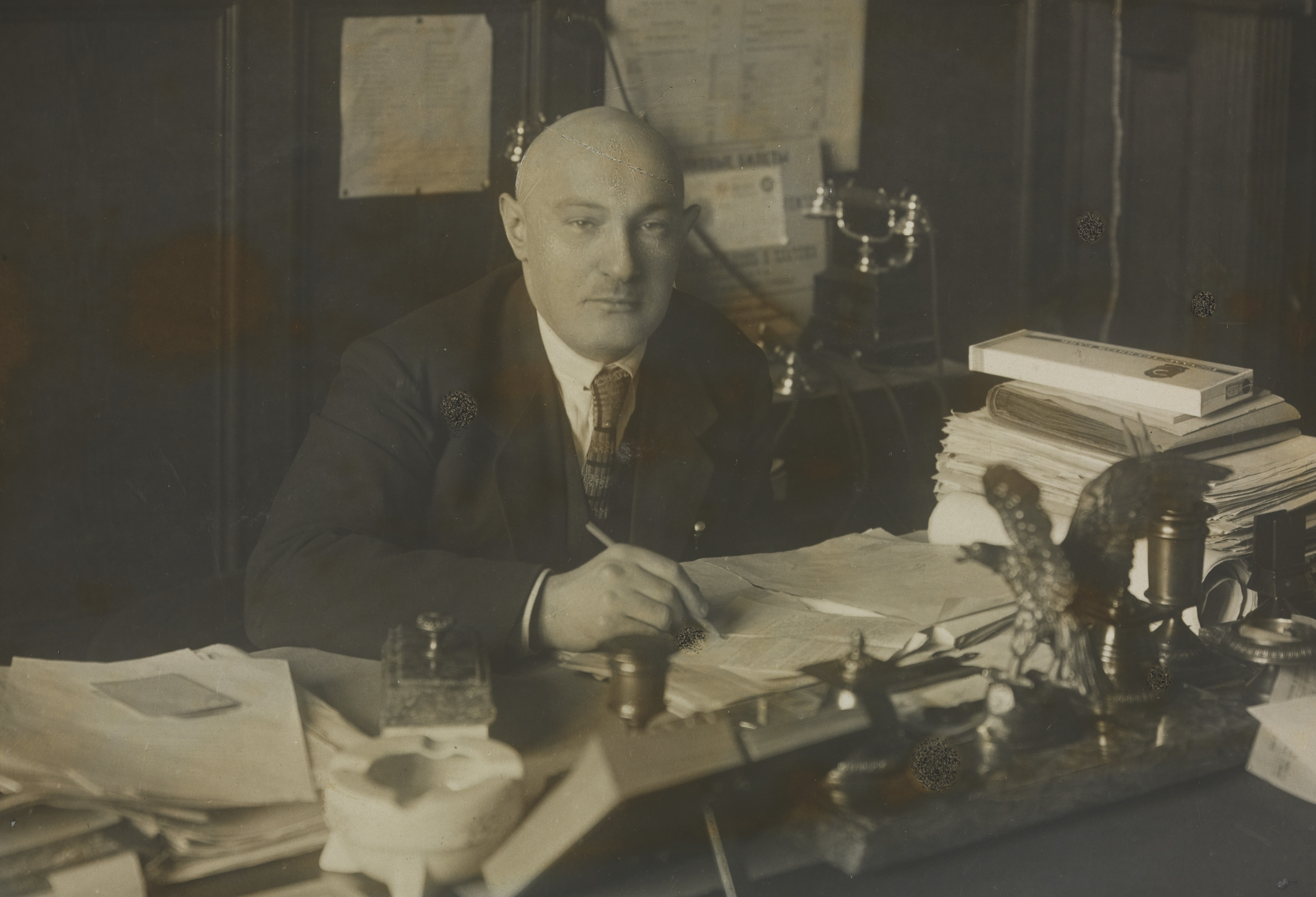

В 1928 году выехал в отпуск в Германию, потом отправлен в США на переговоры. В апреле 1929 года попал в опалу, отозван из Берлина, отказался вернуться в СССР. Договорился, что не будет критиковать СССР, если ему дадут работу за границей. В 1933—1937 — директор лондонского отдела «Интуриста».  В 1939 году получил британское подданство. Умер в Лондоне 22 мая 1944 года.

## Сочинения
- Шейнман, А. Л. Народное хозяйство и реализация урожая 1925 года / А. Л. Шейнман. — Москва ; Ленинград : Московский рабочий, 1925. — 22 с.